# Тросно-Ивакино
Тросно-Ивакино — деревня в Ершичском районе Смоленской области России. Входит в состав Сукромлянского сельского поселения. Население — 15 жителей (2007 год). 
Расположена в южной части области в 19 км к востоку от Ершичей, в 13 км юго-западнее автодороги А141 Орёл — Витебск, на берегу реки Тростянка. В 16 км северо-восточнее деревни расположена железнодорожная станция Пригорье на линии Рославль — Брянск. 

## История
В годы Великой Отечественной войны деревня была оккупирована гитлеровскими войсками в августе 1941 года, освобождена в сентябре 1943 года.